# Георгия Найдоски
Георгия Найдоски (на македонска литературна норма: Ѓорѓија Најдоски) е поет, романист и разказвач от Северна Македония.

## Биография
Роден е през 1942 година в охридското село Лактине, тогава анексирано от Царство България. Завършва Филологическия факултет на Скопския университет. Доктор е по политология. Работи в Културно-информативния център в Скопие. Член е на Дружеството на писателите на Македония от 1967 година. Публикува в литературното списание „Македонски писател“.